# Berné
Berné (bret. Berne) to miejscowość i gmina we Francji, w regionie Bretania, w departamencie Morbihan.
Według danych na rok 1990 gminę zamieszkiwało 1350 osób, a gęstość zaludnienia wynosiła 39 osób/km² (wśród 1269 gmin Bretanii Berné plasuje się na 463. miejscu pod względem liczby ludności, natomiast pod względem powierzchni na miejscu 206.).